# Seznam bran v Paříži
Seznam bran v Paříži obsahuje všechny hlavní silniční vjezdy do Paříže nazývané brány podle historických bran, které byly součástí pařížských hradeb postavených v 19. století. Na jejich místě byl posléze vybudován silniční obchvat boulevard périphérique. Seznam začíná u Porte de Vincennes ve 12. obvodu a po směru hodinových ručiček obíhá celou Paříž. U každé brány je uveden bulvár, u kterého se nachází, dále přestup na metro, RER nebo tramvaj a také hlavní silnice, které od brány vedou z města, a sousední obce.
| Obvod | Boulevard                               | Brána – přestup                  | Silnice                                   | Sousedící obec       |
| ----- | --------------------------------------- | -------------------------------- | ----------------------------------------- | -------------------- |
| 12.   | Boulevard Soult                         | Porte de Vincennes –             | Route nationale 34                        | Saint-Mandé          |
| 12.   | Boulevard Soult                         | Porte de Saint-Mandé             |                                           | Saint-Mandé          |
| 12.   | Boulevard Soult                         | Porte de Montempoivre            |                                           | Saint-Mandé          |
| 12.   | Boulevard Soult                         | Porte Dorée –                    |                                           | Saint-Mandé          |
| 12.   | Boulevard Poniatowski                   | Bois de Vincennes                |                                           |                      |
| 12.   | Boulevard Poniatowski                   | Bois de Vincennes                | Porte de Reuilly                          |                      |
| 12.   | Boulevard Poniatowski                   | Bois de Vincennes                | Porte de Charenton –                      | Route nationale 6    |
| 12.   | Boulevard Poniatowski                   | Charenton-le-Pont                | Porte de Charenton –                      | Route nationale 6    |
| 12.   | Boulevard Poniatowski                   | Porte de Bercy                   | Autoroute A4                              |                      |
| Seina | Pont National                           | Pont National                    | Pont National                             | Pont National        |
| 13.   | Boulevard du Général-d'Armée-Jean-Simon | Porte de la Gare                 |                                           | Ivry-sur-Seine       |
| 13.   | Boulevard du Général-d'Armée-Jean-Simon | Porte de Vitry                   |                                           | Ivry-sur-Seine       |
| 13.   | Boulevard Masséna                       |                                  |                                           | Ivry-sur-Seine       |
| 13.   | Porte d'Ivry –                          |                                  |                                           | Ivry-sur-Seine       |
| 13.   | Porte de Choisy –                       | Route nationale 305              |                                           | Ivry-sur-Seine       |
| 13.   | Porte d'Italie –                        | Route nationale 7                | Le Kremlin-Bicêtre                        |                      |
| 13.   | Porte d'Italie –                        | Boulevard Kellermann             | Le Kremlin-Bicêtre                        | Autoroute A6         |
| 13.   | Porte d'Italie –                        |                                  | Le Kremlin-Bicêtre                        | Autoroute A6         |
| 13.   | Poterne des Peupliers –                 | Gentilly                         |                                           | Autoroute A6         |
| 13.   | Porte de Gentilly –                     | Gentilly                         |                                           |                      |
| 14.   | Boulevard Jourdan                       | Gentilly                         |                                           |                      |
| 14.   | Boulevard Jourdan                       | Gentilly                         | Autoroute A6                              |                      |
| 14.   | Boulevard Jourdan                       | Gentilly                         | Porte d'Arcueil –                         |                      |
| 14.   | Boulevard Jourdan                       | Gentilly                         |                                           |                      |
| 14.   | Boulevard Jourdan                       | Montrouge                        |                                           |                      |
| 14.   | Boulevard Jourdan                       | Porte d'Orléans –                | Route départementale 920                  |                      |
| 14.   | Boulevard Brune                         | Porte d'Orléans –                | Route départementale 920                  |                      |
| 14.   | Porte de Montrouge                      |                                  |                                           |                      |
| 14.   | Porte de Châtillon –                    | Route départementale 906         |                                           |                      |
| 14.   | Porte de Châtillon –                    | Route départementale 906         | Malakoff                                  |                      |
| 14.   | Porte Didot –                           |                                  |                                           |                      |
| 14.   | Porte de Vanves –                       |                                  |                                           |                      |
| 15.   | Boulevard Lefebvre                      | Vanves                           |                                           |                      |
| 15.   | Boulevard Lefebvre                      | Vanves                           | Porte Brancion –                          |                      |
| 15.   | Boulevard Lefebvre                      | Vanves                           | Porte de Plaisance a Porte de la Plaine – |                      |
| 15.   | Boulevard Lefebvre                      | Porte de Versailles –            | Issy-les-Moulineaux                       |                      |
| 15.   | Boulevard Victor                        | Porte de Versailles –            | Issy-les-Moulineaux                       |                      |
| 15.   | Porte d'Issy-les-Moulineaux –           |                                  | Issy-les-Moulineaux                       |                      |
| 15.   | Porte de Sèvres –                       |                                  | Issy-les-Moulineaux                       |                      |
| 15.   | Boulevard du Général-Martial-Valin      |                                  | Issy-les-Moulineaux                       |                      |
| 15.   | Porte du Bas-Meudon –                   |                                  | Issy-les-Moulineaux                       |                      |
| Seina | Pont du Garigliano                      | Pont du Garigliano               | Pont du Garigliano                        | Pont du Garigliano   |
| 16.   | Boulevard Murat                         | Porte du Point-du-Jour           |                                           | Boulogne-Billancourt |
| 16.   | Boulevard Murat                         | Porte de Saint-Cloud –           | Route départementale 910                  | Boulogne-Billancourt |
| 16.   | Boulevard Murat                         | Porte Molitor –                  |                                           | Boulogne-Billancourt |
| 16.   | Boulevard Murat                         | Bois de Boulogne                 |                                           |                      |
| 16.   | Boulevard Suchet                        | Porte d'Auteuil –                | Autoroute A13                             |                      |
| 16.   | Boulevard Suchet                        | Porte de Passy                   |                                           |                      |
| 16.   | Boulevard Lannes                        | Porte de la Muette               |                                           |                      |
| 16.   | Boulevard de l'Amiral-Bruix             | Porte Dauphine –                 |                                           |                      |
| 16.   | Boulevard de l'Amiral-Bruix             | Porte Maillot –                  | Route nationale 13                        | Neuilly-sur-Seine    |
| 17.   | Boulevard Gouvion-Saint-Cyr             | Porte Maillot –                  | Route nationale 13                        | Neuilly-sur-Seine    |
| 17.   | Boulevard Gouvion-Saint-Cyr             | Porte des Ternes                 |                                           | Neuilly-sur-Seine    |
| 17.   | Boulevard Gouvion-Saint-Cyr             | Porte de Villiers                |                                           | Neuilly-sur-Seine    |
| 17.   | Boulevard Gouvion-Saint-Cyr             | Levallois-Perret                 |                                           |                      |
| 17.   | Boulevard Gouvion-Saint-Cyr             | Porte de Champerret –            |                                           |                      |
| 17.   | Boulevard Berthier                      |                                  |                                           |                      |
| 17.   | Porte de Courcelles                     |                                  |                                           |                      |
| 17.   | Porte d'Asnières                        |                                  |                                           |                      |
| 17.   | Porte de Clichy –                       | Clichy                           |                                           |                      |
| 17.   | Porte de Clichy –                       | Clichy                           | Boulevard Bessières                       |                      |
| 17.   | Porte Pouchet                           | Clichy                           |                                           |                      |
| 17.   | Porte de Saint-Ouen –                   | Saint-Ouen                       |                                           |                      |
| 18.   | Porte de Saint-Ouen –                   | Saint-Ouen                       | Boulevard Ney                             |                      |
| 18.   | Porte de Montmartre                     | Saint-Ouen                       | Boulevard Ney                             |                      |
| 18.   | Porte de Clignancourt –                 | Saint-Ouen                       | Boulevard Ney                             | Route nationale 14   |
| 18.   | Porte des Poissonniers                  | Saint-Ouen                       | Boulevard Ney                             |                      |
| 18.   | Saint-Denis                             |                                  | Boulevard Ney                             |                      |
| 18.   | Porte de la Chapelle –                  | Route nationale 1 a Autoroute A1 | Boulevard Ney                             |                      |
| 18.   | Porte d'Aubervilliers                   | Route nationale 301              | Boulevard Ney                             | Aubervilliers        |
| 19.   | Porte d'Aubervilliers                   | Route nationale 301              | Boulevard Macdonald                       | Aubervilliers        |
| 19.   | Canal Saint-Denis                       |                                  | Boulevard Macdonald                       |                      |
| 19.   | Porte de la Villette –                  | Route nationale 2                | Boulevard Macdonald                       |                      |
| 19.   | Porte de la Villette –                  | Route nationale 2                | Boulevard Macdonald                       | Pantin               |
| 19.   | Canal de l'Ourcq                        |                                  | Boulevard Macdonald                       |                      |
| 19.   | Boulevard Sérurier                      |                                  |                                           |                      |
| 19.   | Porte de Pantin –                       | Route nationale 3                |                                           |                      |
| 19.   | Porte Chaumont                          |                                  | Le Pré-Saint-Gervais                      |                      |
| 19.   | Porte Brunet                            |                                  | Le Pré-Saint-Gervais                      |                      |
| 19.   | Porte du Pré-Saint-Gervais              |                                  | Le Pré-Saint-Gervais                      |                      |
| 19.   | Porte des Lilas –                       |                                  | Le Pré-Saint-Gervais                      |                      |
| 20.   | Boulevard Mortier                       | Les Lilas                        |                                           |                      |
| 20.   | Boulevard Mortier                       | Les Lilas                        | Porte de Ménilmontant                     |                      |
| 20.   | Boulevard Mortier                       | Bagnolet                         |                                           |                      |
| 20.   | Boulevard Mortier                       | Porte de Bagnolet –              | Autoroute A3                              |                      |
| 20.   | Boulevard Davout                        | Porte de Bagnolet –              | Autoroute A3                              |                      |
| 20.   | Porte de Montreuil –                    | Route nationale 302              | Montreuil                                 |                      |
| 20.   | Porte de Vincennes –                    |                                  | Saint-Mandé                               |                      |